# .ch
.ch – domena internetowa przypisana dla stron internetowych ze Szwajcarii.
Skrót „ch” nie pochodzi z żadnego z oficjalnych języków (die Schweiz; Suisse; Svizzera; Svizra). Pochodzi od łacińskiej oficjalnej nazwy państwa: Confoederatio Helvetica (Konfederacja Szwajcarii).